# Saša Ivković
Saša Ivković (in serbo Саша Ивковић?; Vukovar, 13 maggio 1993) è un calciatore serbo naturalizzato emiratino, difensore dell'Al-Wahda.

## Biografia
Nato a Vukovar e cresciuto a Bačka Palanka, è fratello minore del calciatore Radovan Ivković.

## Carriera

### Club
Fino al 2016 ha sempre giocato in Serbia. Nell'estate 2016 è passato in prestito agli israeliani del Ashdod, ma la parentesi si è rivelata breve.
Dopo essere tornato in Serbia, nel gennaio 2018 è stato prelevato dagli sloveni del Maribor con cui ha poi vinto il titolo nazionale 2018-2019.

### Nazionale
Ha giocato nella nazionale serba Under-19.

## Palmarès

### Club

#### Competizioni nazionali
- Campionato sloveno: 1

Maribor: 2018-2019